# Юзефатув (Ласький повіт)
Юзефатув (пол. Józefatów) — село в Польщі, у гміні Бучек Ласького повіту Лодзинського воєводства.
Населення — 213 осіб (2011).
У 1975-1998 роках село належало до Серадзького воєводства.

## Демографія
Демографічна структура станом на 31 березня 2011 року:
|          | Загалом | Допрацездатний вік | Працездатний вік | Постпрацездатний вік |
| -------- | ------- | ------------------ | ---------------- | -------------------- |
| Чоловіки | 107     | 19                 | 74               | 14                   |
| Жінки    | 106     | 24                 | 62               | 20                   |
| Разом    | 213     | 43                 | 136              | 34                   |